# 笑顔の理由
「笑顔の理由」（えがおのりゆう）は、meg rockの5枚目のシングル。2009年1月21日にMellow Headから発売された。

## 概要
前作『君のこと』から約3ヶ月後という短いスパンでリリースされたシングルである。表題曲「笑顔の理由」はテレビアニメ『明日のよいち!』のオープニングテーマとして使用された。本曲ではmeg rock名義の楽曲としては初となるミュージック・ビデオが制作され、後に2011年リリースの『slight fever』のDVDに収録された。
カップリング曲「滑走路」は2008年11月に行われた一橋大学の学園祭｢一橋祭｣内でのライブにて初披露された楽曲であり、2008年一橋祭の公式イメージソングとして制作されている。

## 収録曲
（全作詞・作曲：meg rock、編曲：加藤大祐）
1. 笑顔の理由 [3:48]
  - テレビアニメ『明日のよいち!』オープニングテーマ
2. 滑走路 [3:55]
  - 2008年一橋大学一橋祭 公式イメージソング
3. 笑顔の理由/welcome-aboard-mix
4. 滑走路/welcome-aboard-mix

## エピソード
- 「笑顔の理由」の冒頭の歌詞はmeg rockのメロキュアでの相方である岡崎律子が堀江由衣へ提供した楽曲「笑顔の連鎖」とリンクさせた部分があり、楽曲タイトルも意図的に「笑顔のr」まで共通させたとmeg rockは語っている。2015年にmeg rockが「笑顔の連鎖」をカバーした際には、ワンマンライブで「笑顔の連鎖」「笑顔の理由」が2曲連続で歌唱された[2]。

## カバー
笑顔の理由
- 巴山萌菜（『#もなリク ～awesome!～』2018年10月28日）

自身のワンマンライブでもカバー曲のレパートリーとして本曲を披露していた巴山萌菜によるカバー。B'rzのリアレンジにより、オリジナルとは異なるスカ風の仕上がりとなっている。
本カバーが収録されているCDの販売開始と同月には、meg rockが歌詞を提供した巴山のオリジナル楽曲「A.」も配信開始されている。